# پانچکس دم چنگی
پانچکس دم چنگی یا  کیلی دم بربطی با نام علمی Aphyosemion australe، که با نام پانچکس طلایی و دم چنگی کیپ لوپز نیز شناخته میشود، گونه ای از ماهیان آب شیرین متعلق به خانواده ساده لبان است . این گونه در اطراف کیپ لوپز و در مناطق اطراف آن در گابن یافت می شود. 

## ظاهر
پانچکس دم چنگی در دو رنگ عرضه می شود. نوع وحشی آن قهوه ای است و در تجارت آکواریوم به آن "شکلاتی" می گویند و نوع "طلایی" که غیر طبیعی میباشد. همچنین رنگ نارنجی. این شکل بر اثر یک جهش خود به خودی بود که توسط یک آکواریومیست فنلاندی به نام Hjerssen در سال 1952 پرورش یافت. طول نرها می تواند به حدود 6 سانتیمتر برسد در حالی که ماده ها کمی کوچکتر هستند. باله به شکل هلال چنگ است که مشخصه این جنس است. ماده ها نیز کم رنگ هستند. رنگ بدن آنها در فرم های وحشی قهوه ای مایل به روشن و قهوه ای مایل به زرد و  رنگ برنزی طلایی-نارنجی در فرم دیگر است که باله های گردتری هم دارند. 

## در آکواریوم
دم چنگی کیپ لوپز یکی از محبوب ترین و رایج ترین گونه های برکه ماهیها است. این گونه به آسانی و تقریباً در هر آکواریوم و هر آبی تخم ریزی می کند و در گیاهان آبی برگ ریز مانند خزه های آبی تخم ریزی می کند. بچه ها پس از 14 روز در دمای مطلوب 26 درجه سانتیگراد از تخم در می آیند. آنها به خوبی با انواع غذاهای آماده تجاری، غذاهای زنده پولکی یا منجمد سازگار می شوند، اما مانند همه برکه ماهی ها با غذاهای زنده پرورش یافته یا صید شده از منابع تمیز عملکرد بهتری دارند.